# Per farti sorridere
Per farti sorridere è un singolo dei Gemelli DiVersi pubblicato nel 2012, estratto dall'album Tutto da capo.

## Il disco
La canzone viene scelta come primo estratto del nuovo album Tutto da capo, in tutti i negozi dall'11 settembre 2012.
La canzone debutta alla posizione numero 32 della Top digital download stilata dalla Fimi.
Il videoclip viene girato a Verona nello stesso anno.

## Classifiche
| Paese  | Posizione massima |
| ------ | ----------------- |
| Italia | 28                |